# De Monsters (stripverhaal van Paling en Ko)
De Monsters (Spaans: Los Monstruos) is een stripalbum uit de reeks Paling en Ko van tekenaar Francisco Ibáñez. De oorspronkelijke versie werd in 1973 uitgebracht als #25 in de Ases del Humor-reeks na voorpublicatie in het stripblad Mortadelo (zoals de lange kale helft van het tweetal in het Spaans heet) van januari tot maart 1973. In 1978 werd het album in het Nederlands uitgebracht als #22.

## Naamsverwarring
Als gevolg van een jarenlange naamsverwarring wordt de kale meestervermommer hier Ko genoemd en de korte met de twee haren (door zijn collega steevast met chef en u aangesproken) Paling.

## Verhaal
Professor Bacterie heeft een apparaat uitgevonden waarmee hij personen uit een boek tot leven kan brengen. De Superintendant van de geheime dienst legt als proef het boek Sneeuwwitje en de Zeven Dwergen in het apparaat, maar in plaats van sprookjesfiguren komen er monsters tevoorschijn. Volgens Bacterie is de inhoud van het boek verwisseld met De Geschiedenis van de Monsters. Paling en Ko gaan erop uit, en na een valse start - waarbij de directeur-generaal het moet ontgelden - arresteren ze de volgende monsters;
- Het Monster van Frankenstein.
- Dracula.
- De Wolvenman.
- De Mummie.
- King Kong.
- Het Buitenaards Wezen. Vooruitlopend op het verhaal Vreemde Indringers dat in 1979 in het Nederlands werd uitgebracht.
- Het Spook.
- De Heks
- Het Behaarde Beest. Geïnspireerd door zowel de Beatles als door toenmalig Mortadelo-redacteur Jordi Bayona die zelf ook in beeld verschijnt omdat hij wat af te handelen heeft met Ibáñez.
- Het Ding (niet te verwarren met de Marvel-superheld). Wordt als enige niet in beeld gebracht omdat hij volgens de kale "zo afschrikwekkend (is) dat (de) lezers er een hartaanval van zouden krijgen".

Negen van deze hoofdstukken eindigen met een telefoontje waarin 'Het Brein' (schuilnaam van Kaspar Waterhoofd) de komst van het volgende monster aankondigt. Pas bij zijn arrestatie komt hij zichtbaar in beeld en blijkt hij zijn achternaam eer aan te doen. 'Het Brein' bekent dat hij een stel gangsters heeft gecontracteerd om zich als monsters te verkleden en zodoende een reeks overvallen te plegen. Verwijzend naar de tekenfilmserie Scooby Doo zegt hij vervolgens dat alles goed zou zijn gegaan en Bacterie de schuld zou hebben gekregen als Paling en Ko zich er niet mee hadden bemoeid. De kale denkt dat Bacterie weer een mislukte uitvinding heeft gedaan, en wil dat bewijzen door het Monsters uit Vervlogen Tijden in het apparaat te stoppen. Er komt wel degelijk een draak tevoorschijn die Paling, Ko, Super en Bacterie achtervolgt.